# フラノマルシェ
フラノマルシェ（FURANO MARCHE）は、北海道富良野市にある複合商業施設。この項目では、隣接するフラノマルシェ2（FURANO MARCHE2）についても記載している。

## 沿革
富良野市では郊外と比較して中心市街地の人口減少が深刻になっていた。2007年（平成19年）に北海道社会事業協会富良野病院が富良野駅東側市有地へ移転することになり、当初計画（「富良野市総合計画」・「旧富良野市中心市街地活性化基本計画」）の見直しと変更を行い跡地利用を検討することになった。
2006年（平成18年）の「まちづくり3法」改正を機に、2007年（平成19年）に「富良野市中心市街地活性化協議会」を設立し、民間が主体となって「新富良野市中心市街地活性化基本計画構想」（骨子）を策定して市に提出した。骨子の基本コンセプトとして「ルーバン・フラノ構想」を提唱した。「ルーバン」とはルーラル（田舎）とアーバン（都会）を合わせた造語で、「都会の魅力と田園の魅力を併せ持つ、ちょっとおしゃれな田舎町」を意味している。具体策の1つとして「まちの縁側づくり」（交流・滞留拠点）を創出し、まちなかの回遊を促して中心市街地のにぎわいを取り戻すことであり、フラノマルシェは大型店くにい跡地、富良野市中心市街地活性化センター ふらっと周辺とともに交流・滞留拠点の1つに位置づけられた。フラノマルシェは官民ファンドのふらのまちづくり株式会社が約2億8,000万円をかけて取り組んだほか、国の「戦略的中心市街地商業等活性化支援事業費補助金」約1億3,000万円を申請し、中小企業基盤整備機構の中心市街地商業活性化サポート事業や中心市街地商業活性化アドバイザー制度の支援を活用して総額約4億円で建設した。
フラノマルシェ2は「ルーバン・フラノ構想」第2弾となった「ネーブルタウン」（東4条街区）にあり、フラノマルシェに隣接している。ネーブルタウンは居住区間、交流スペース（アトリウム）、商業店舗からなる商業にぎわいゾーン、介護付き有料老人ホーム、クリニック、保育所などからなる医療福祉ゾーンがある複合施設。高齢化社会に対応するべく、車がなくでも生活できるコンパクトなまちづくりによる中心市街地活性化を目指している。

## 施設

### フラノマルシェ
- ファーマーズマーケット オガール
  - 農産物直売所（ふらの農業協同組合運営）
- スイーツカフェ サボール
  - 手作りパンとスイーツのお店 Cazeres（カゼール）
- 富良野物産センター アルジャン（富良野物産公社運営）
- テイクアウトショップ フラディッシュ
  - ばすすとっぷ
  - こなやき処 たつき
  - Lav berry（ラブベリー）
  - ぷちぷちバーガー

### フラノマルシェ2
- Café petit petit（プティプティ）
- おそうざい 日和（ひより）
- おにぎり処 にぎりまんま
- はなや 日々色（ひびいろ）
- ばすすとっぷ2
- こだわり富良野の店 彩り菜（いろどりーな）
- e-na（いーな）
- 煮干中華 ゆきと花
- ふらの味処 笑楽亭（しょうらくてい）
- FURANO MARCHE GALLERY
- TAMARIBA（タマリーバ）
  - 面積399.08m²
  - マルチビジョン有

## 参考資料
- “富良野市中心市街地活性化基本計画” (PDF).  富良野市. 2016年4月15日閲覧。
- “「ルーバン・フラノ」構想・「フラノ・マルシェ」構想事業計画” (PDF). 北海道経済産業局.  経済産業省. 2016年4月15日閲覧。
- “広報ふらの” (PDF). 広報ふらの.   富良野市 (2009年). 2016年4月15日閲覧。
- “広報ふらの” (PDF). 広報ふらの.   富良野市 (2010年). 2016年4月15日閲覧。
- “広報ふらの” (PDF). 広報ふらの.   富良野市 (2015年). 2016年4月15日閲覧。